# Papahu taipatu
Il papahu (Papahu taipatu) è un cetaceo estinto, appartenente agli odontoceti. Visse nel Miocene inferiore (circa 22 - 19 milioni di anni fa) e i suoi resti fossili sono stati ritrovati in Nuova Zelanda.

## Descrizione
Questo animale è noto per l'olotipo, un cranio ben conservato e quasi completo, con tanto di mandibola. Le dimensioni del cranio indicano che l'animale intero doveva essere lungo circa 2 metri. Come la maggior parte dei delfini attuali, Papahu aveva molti e semplici denti conici, ma la sua testa era probabilmente un po' più ampia, e non dotata di una cupola.
Il cranio possedeva un canale di mesorostrale aperto, una larga base del rostro (che tuttavia non si è conservato nella regione anteriore), due paia di forami intermascellari, una lieve asimmetria bilaterale alle tacche antorbitali, una leggera costrizione intertemporale che esponeva la fossa temporale e la parete laterale della scatola cranica in vista dorsale, e denti a radice singola (e probabilmente omodonti). Il periotico ha una pars cochlearis rigonfia e sferica e un processo anteriore con il solco anterointerno e un solco laterale ricurvo ben sviluppato.

## Classificazione
Papahu taitapu venne descritto per la prima volta nel 2014 sulla base di fossili ritrovati nella formazione Kaipuke di North West Nelson, in Nuova Zelanda. La scoperta di questi fossili aiuta a chiarire l'evoluzione dei cetacei, in particolare getta luce su un periodo piuttosto oscuro della storia evolutiva di questi animali, il Miocene inferiore.
Un'analisi cladistica pone Papahu taitapu in un gruppo di delfini arcaici variamente indicati come Platanistoidea o come Odontoceti basali. Questo animale non è ascrivibile ad alcuna famiglia finora nota, ma i rapporti cladistici tra gli odontoceti non sono ancora abbastanza conosciuti per comprendere i reali vincoli di parentela tra le varie specie basali.

## Paleobiologia
Papahu visse in un periodo di riscaldamento globale, in mari poco profondi nei dintorni di Zealandia (o proto-Nuova Zelanda), insieme ad antichi pinguini e balene. Lo studio delle strutture del cranio e delle ossa dell'orecchio suggerisce che Papahu potrebbe aver emesso e usato suoni ad alta frequenza per navigare e individuare la preda in acque torbide (ecolocazione). Probabilmente i suoni erano anche utilizzati dai vari individui per comunicare tra loro.